# Carrie Brownstein
Carrie Rachel Brownstein (27 de septiembre de 1974) es una música, escritora, actriz, y comediante estadounidense. Tras ser miembro de la banda Excuse 17 formó el trío de indie-punk Sleater-Kinney. Durante un hiato con la banda, formó el grupo Wild Flag. Durante este periodo, Brownstein escribió y apareció en una serie de sketchs de comedia junto a Fred Armisen, que luego formarían la serie de televisión Portlandia. Desde entonces Sleater-Kinney volvió a reunirse.

## Primeros años
Brownstein nació en Seattle, Washington, y fue criada en Redmond. Su madre era ama de casa y maestra, y su padre un abogado corporativo. Ambos se divorciaron cuando ella tenía 14, y fue criada por su padre. Brownstein tiene una hermana menor. Su familia es judía.
Brownstein comenzó a tocar la guitarra a los 15 años y recibió lecciones de Jeremy Enigk, quien vivía en su mismo vecindario.
Tras terminar la escuela media, Brownstein asistió a la Universidad de Washington Occidental antes de transferirse a la Universidad Estatal de Evergreen, donde conoció a Corin Tucker, Kathleen Hanna, Tobi Vail, y Becca Albee. Con Albee y CJ Phillips, formaron la banda Excuse 17, que a menudo salía de tour con la banda de Tucker, Heavens to Betsy. Con Tucker, Brownstein formó Sleater-Kinney como un proyecto paralelo.
En 1997, Brownstein se graduó de la universidad con énfasis en sociolingüística, y se quedó en Olympia, Washington, durante tres años antes de mudarse a Portland, Oregón.

## Carrera musical

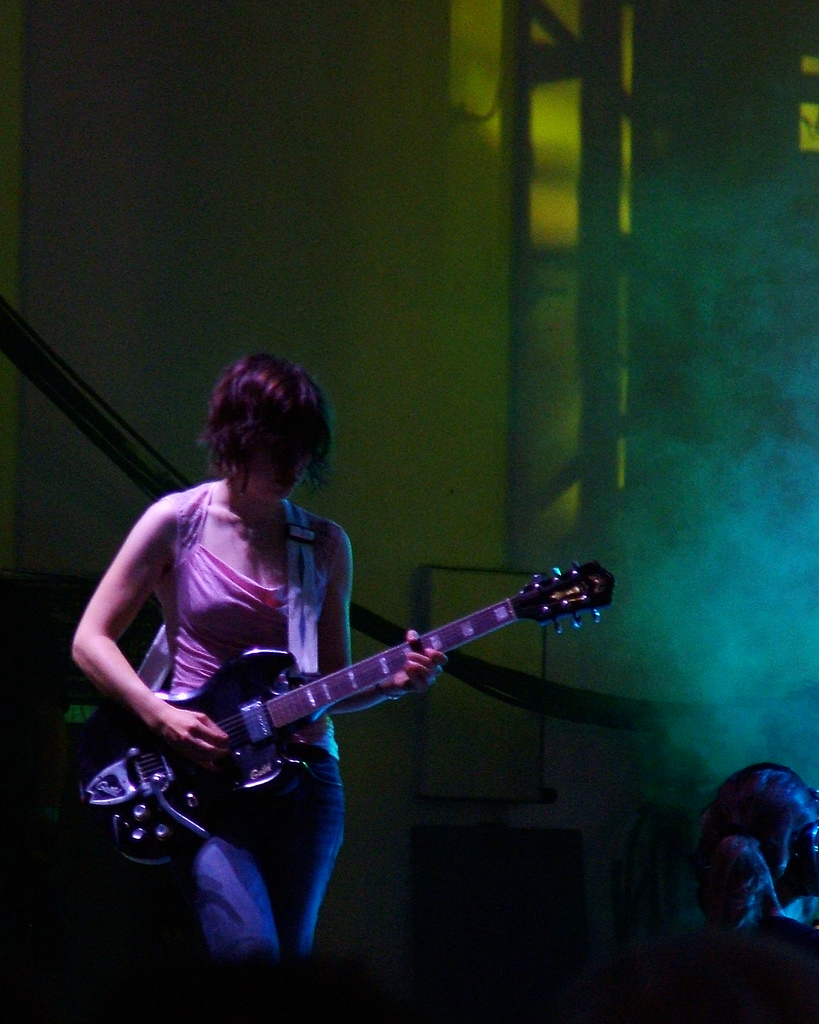
Brownstein En Lollapalooza 2006.

### Excuse 17
Mientras estudiaba en la universidad, Brownstein formó Excuse 17, con CJ Phillips y Becca Albee, banda pionera del movimiento riot grrrl, que jugó un rol importante en la Tercera ola del feminismo.

### Sleater-Kinney
Después de que tanto Excuse 17 como Heavens to Betsy se separaran, Brownstein y Tucker se enfocaron en Sleater-Kinney. Grabaron su primer álbum en 1994 durante un viaje a Australia. El álbum fue lanzado la primavera siguiente. Grabaron y estuvieron de gira con diferentes bateristas, hasta que Janet Weiss se unió a la banda en 1996. Tras su debut epónimo, lanzaron otros seis álbumes de estudio antes de entrar en un hiato indefinido en 2006. El 20 de octubre de 2014, Brownstein anunció en Twitter que Sleater-Kinney lanzaría un nuevo álbum, No Cities to Love, el 20 de enero de 2015, y comenzaría una gira el mismo año. Al tiempo en que se hacía el anuncio, estrenaron el video para el primer sencillo del álbum, "Bury Our Friends", que también pudo descargarse gratuitamente en formato MP3.
Los críticos Greil Marcus y Robert Christgau consideraron a la banda como uno de los grupos de rock esenciales de los tempranos 2000s; mientras que Tom Breihan la nombró como la banda de rock más grande de las dos décadas anteriores en 2015.

### Otros trabajos
Brownstein y la excantante de la banda Helium, Mary Timony, grabaron un EP bajo el nombre de The Spells en 1999.
En 2009, Brownstein y Weiss trabajaron en la banda de sonido del documental !Women Art Revolution de Lynn Hershman Leeson.
En 2010, Brownstein reveló un nuevo proyecto, la banda Wild Flag, junto a Janet Weiss, Mary Timony, y Rebecca Cole. Lanzaron un solo álbum del mismo nombre en septiembre del 2011.

## Carrera como escritora

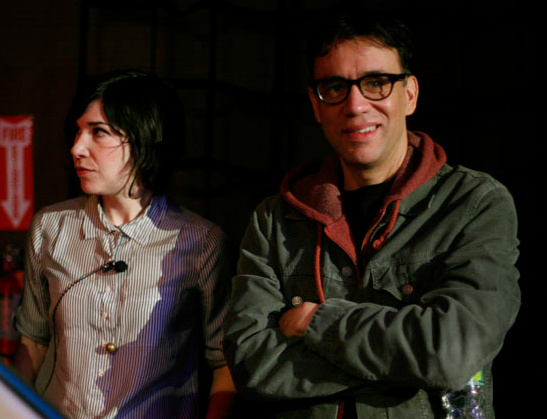
Foto por Kent Derek

Brownstein comenzó su carrera como escritora antes de que Sleater-Kinney se separara. Entrevistó a Eddie Vedder, Mary Lynn Rajskub, Karen O, y Cheryl Hines para la revista The Believer. También escribió críticas de videojuegos musicales para la revista Slate.
Entre noviembre de 2007 y mayo de 2010, Brownstein escribió un blog para el proyecto musical de NPR.
En 2015 Brownstein publicó un libro autobiográfico, Hunger Makes Me A Modern Girl.

## Carrera de actuación

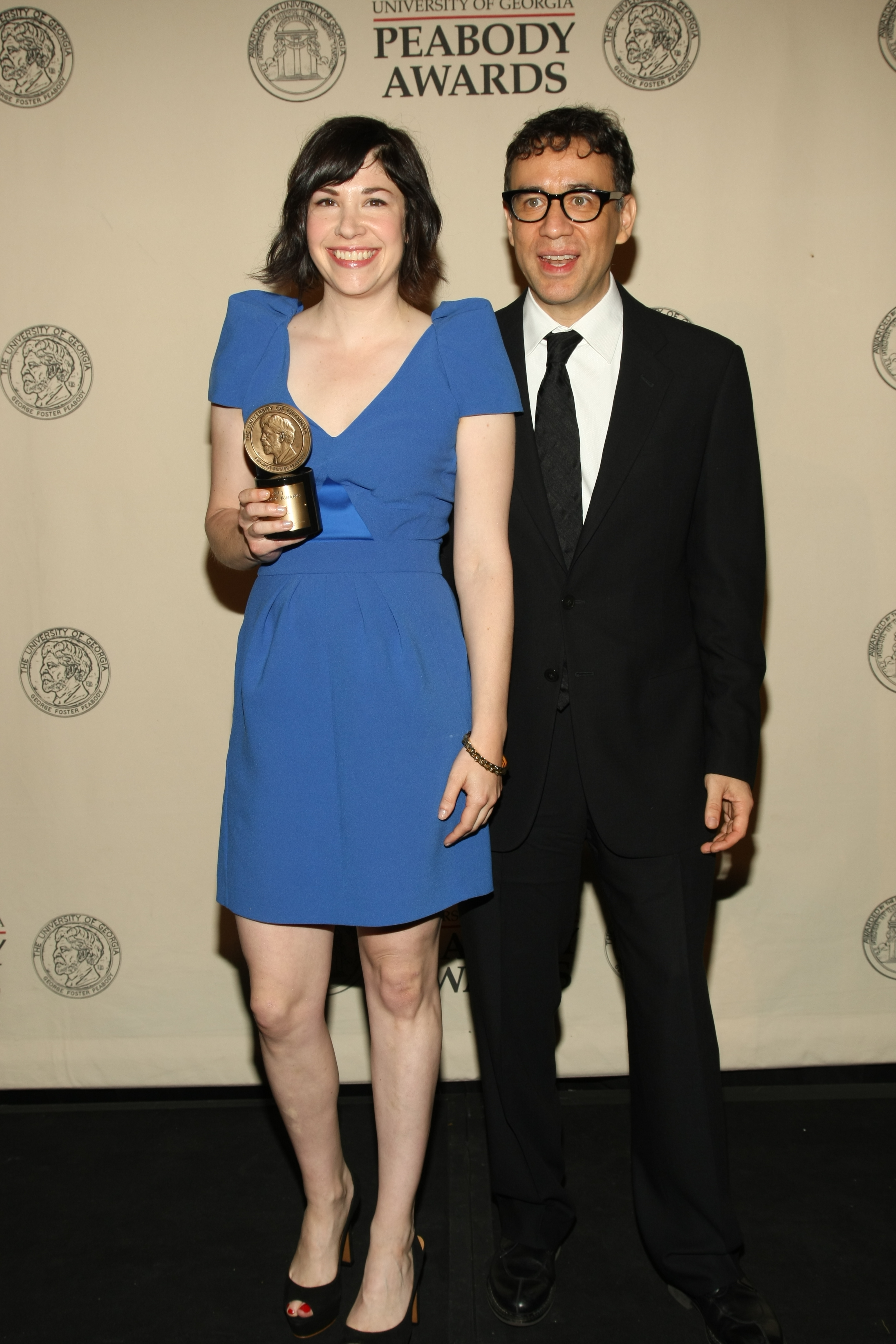
Brownstein junto a Fred Armisen en los Premios Peabody de 2011.

Brownstein actuó en el cortometraje Fan Mail, la película experimental Group, y la película de Miranda July Getting Stronger Everyday. Brownstein Y Fred Armisen publicaron varios sketchs como parte del dúo cómico "ThunderAnt". También fue protagonista en la película independiente Some Days Are Better Than Others junto a James Mercer de The Shins.
Después de sus videos de ThunderAnt, Brownstein y Armisen desarrollaron Portlandia, un programa de sketchs de comedia filmado en Portland y transmitido por Independent Film Channel. Además de actuar en la serie, los dos escriben para ella junto a Allison Silverman de The Colbert Report y Jonathan Krisel, escritor de Saturday Night Live.
Desde 2014 Brownstein interpreta al personaje Syd Feldman en la serie Transparent.
En 2015, Brownstein interpretó a Genevieve Cantrell en la película de Todd Haynes Carol, basada en la novela de Patricia Highsmith El precio de la sal. Sin embargo, la mayor parte de sus escenas fueron editadas debido a la duración de la película.

## Vida personal
Brownstein se declaró bisexual en una entrevista para la revista Spin a los 21 años. El artículo comentaba el hecho de que había tenido una relación con su compañera de Sleater-Kinney Corin Tucker (la canción "One More Hour" trata sobre su ruptura).
Desde su trabajo en ThunderAnt, Brownstein y Fred Armisen desarrollaron lo que Brownstein llamó "una de las relaciones más íntima, funcional, romántica, pero no sexual" que haya tenido.

## Filmografía

### Películas
| Año  | Título                                | Papel              | Notas        |
| ---- | ------------------------------------- | ------------------ | ------------ |
| 2001 | Getting Stronger Every Day            |                    | Cortometraje |
| 2002 | Group                                 | Grace              |              |
| 2009 | Light Tiger Eye                       | Mujer              | Cortometraje |
| 2010 | Some Days Are Better Than Others      | Katrina            |              |
| 2015 | Carol                                 | Genevieve Cantrell |              |
| 2018 | Don't Worry, He Won't Get Far on Foot | Suzanne            |              |
| 2018 | The Oath                              | Alice              |              |

### Televisión
| Año         | Título            | Papel          | Notas                                                               |
| ----------- | ----------------- | -------------- | ------------------------------------------------------------------- |
| 2011 -      | Portlandia        | Varios         | Elenco principal                                                    |
| 2012        | Vancouvria        | Photo extra    | Episodio: "Big City Survival Class"                                 |
| 2012        | Los Simpson       | Emily          | Voz. Episodio: "The Day the Earth Stood Cool"                       |
| 2014 - 2015 | Transparent       | Syd Feldman    | 14 episodios                                                        |
| 2015        | Man Seeking Woman |                | Episodio: "Branzino"                                                |
| 2015        | Archer            | Dr. Sklodowska | Voz. Episodios: "Drastic Voyage: Part 1" y "Drastic Voyage: Part 2" |